# Peter Huppatz
Peter Huppatz – australijski judoka.
Srebrny medalista mistrzostw Oceanii w 1990 roku.